# Puchar Serbii w piłce siatkowej mężczyzn (2022/2023)
Puchar Serbii w piłce siatkowej mężczyzn 2022/2023 – 17. edycja rozgrywek o siatkarski Puchar Serbii (58. edycja wliczając Puchar Jugosławii oraz Puchar Serbii i Czarnogóry) zorganizowana przez Serbski Związek Piłki Siatkowej (Odbojkaški savez Srbije, OSSRB). Zainaugurowana została 7 października 2022 roku.
Rozgrywki na poziomie centralnym składały się z 1/8 finału, ćwierćfinałów, półfinałów i finału. Uczestniczyło w nich 16 klubów.
Finał odbył się 26 lutego 2023 roku w hali sportowej w Ubie. Po raz drugi Puchar Serbii zdobył Partizan Efbet Belgrad, pokonując w finale klub Vojvodina Nowy Sad. Wliczając Puchar Jugosławii, było to dziewiąte trofeum Partizana. MVP finału wybrany został Milija Mrdak.

## System rozgrywek
W sezonie 2022/2023 rozgrywki o Puchar Serbii na poziomie centralnym składały się z 1/8 finału, ćwierćfinałów, półfinałów i finału. Przed każdą rundą odbywało się losowanie wyłaniające pary meczowe (losowanie 1/8 finału miało miejsce 29 września, ćwierćfinałów – 19 października, półfinałów – 13 listopada).
W 1/8 finału i ćwierćfinałach o awansie w ramach pary decydowało jedno spotkanie. W półfinałach rywalizacja toczyła się w postaci dwumeczów. Awans uzyskała drużyna, która w swojej parze odniosła więcej zwycięstw. Jeżeli obie drużyny wygrały po jednym spotkaniu, o awansie decydowała liczba wygranych setów, a w przypadku tej samej liczby wygranych setów – stosunek małych punktów w wygranym meczu. Jeżeli wciąż nie został wyłoniony zwycięzca, rozgrywany był tzw. złoty set grany do 15 punktów z dwoma punktami przewagi jednej z drużyn.
Zwycięzcy półfinałów grali jedno spotkanie finałowe. Nie odbywał się mecz o 3. miejsce.

## Drużyny uczestniczące
| Superliga (12 drużyn)   | Superliga (12 drużyn) |
| ----------------------- | --------------------- |
| Crvena zvezda Belgrad   | ćwierćfinał           |
| Jedinstvo Stara Pazova  | 1/8 finału            |
| Karađorđe Topola        | 1/8 finału            |
| Mladi Radnik Požarevac  | półfinał              |
| Novi Sad Maneks         | 1/8 finału            |
| Partizan Efbet Belgrad  | zwycięstwo            |
| Radnički Kragujevac     | półfinał              |
| Ribnica Kraljevo        | ćwierćfinał           |
| Spartak Ljig            | ćwierćfinał           |
| Spartak Subotica        | ćwierćfinał           |
| Takovo Gornji Milanovac | 1/8 finału            |
| Vojvodina Nowy Sad      | finał                 |

| Prva liga (3 drużyny)  | Prva liga (3 drużyny) |
| ---------------------- | --------------------- |
| Mladenovac             | 1/8 finału            |
| Niš                    | 1/8 finału            |
| Topličanin 97          | 1/8 finału            |
| Druga liga (1 drużyna) |                       |
| Gračac                 | 1/8 finału            |

## Rozgrywki

### 1/8 finału
| 07.10.2022 17:00 (UTC+2) | Spartak Subotica | 3:0 (25:20, 25:15, 25:20) | Takovo Gornji Milanovac | Hala sportova Dudova šuma, Subotica Widzów: 200 Sędziowie: Robert Leko i Đorđe Stevanović |

| 07.10.2022 18:00 (UTC+2) | Partizan Efbet Belgrad | 3:0 (25:20, 28:26, 25:10) | Karađorđe Topola | Sportski centar Master, Belgrad Widzów: 150 Sędziowie: Vladimir Stojanac i Darko Savić |

| 07.10.2022 18:30 (UTC+2) | Crvena zvezda Belgrad | 3:0 (25:21, 25:15, 25:17) | Novi Sad Maneks | Sportski centar Voždovac, Belgrad Widzów: brak danych Sędziowie: Vladimir Cvetković i Svetlana Zotović |

| 08.10.2022 17:00 (UTC+2) | Vojvodina Nowy Sad | 3:0 (25:11, 25:13, 25:10) | Gračac | SPC Vojvodina, Nowy Sad Widzów: 100 Sędziowie: Jan Očenaš i Mirko Subašić |

| 08.10.2022 19:00 (UTC+2) | Ribnica Kraljevo | 3:0 (25:18, 25:20, 25:18) | Topličanin 97 | Hala sportova, Kraljevo Widzów: brak danych Sędziowie: Vladimir Jović i Predrag Spasić |

| 08.10.2022 19:00 (UTC+2) | Mladi Radnik Požarevac | 3:1 (25:15, 22:25, 25:13, 25:22) | Mladenovac | Sportski centar Požarevac, Požarevac Widzów: brak danych Sędziowie: Mirko Janković i Dragan Papović |

| 08.10.2022 19:00 (UTC+2) | Spartak Ljig | 3:1 (22:25, 25:22, 25:18, 29:27) | Jedinstvo Stara Pazova | Osnovna škola "Sava Kerković", Ljig Widzów: brak danych Sędziowie: Tomislav Popović i Milan Bićanin |

| 08.10.2022 19:00 (UTC+2) | Radnički Kragujevac | 3:0 (25:15, 25:14, 25:18) | Niš | Sportska hala Jezero, Kragujevac Widzów: 60 Sędziowie: Đorđe Zelenović i Jelena Brkić |

### Ćwierćfinały
| 01.11.2022 18:00 (UTC+1) | Partizan Efbet Belgrad | 3:1 (25:19, 23:25, 25:16, 25:22) | Spartak Ljig | Sportski centar Master, Belgrad Widzów: brak danych Sędziowie: Robert Leko i Đorđe Stevanović |

| 02.11.2022 17:30 (UTC+1) | Vojvodina Nowy Sad | 3:0 (25:23, 25:22, 25:23) | Spartak Subotica | SPC Vojvodina, Nowy Sad Widzów: 400 Sędziowie: Aleksandar Petrović i Đorđe Zelenović |

| 02.11.2022 18:00 (UTC+1) | Radnički Kragujevac | 3:1 (24:26, 26:24, 29:27, 25:21) | Ribnica Kraljevo | Sportska hala Jezero, Kragujevac Widzów: brak danych Sędziowie: Mirko Janković i Dragan Papović |

| 02.11.2022 18:30 (UTC+1) | Crvena zvezda Belgrad | 1:3 (25:14, 19:25, 17:25, 23:25) | Mladi Radnik Požarevac | Sportski centar Voždovac, Belgrad Widzów: 150 Sędziowie: Stanislava Simić i Vladimir Cvetković |

### Półfinały
|  | Radnički Kragujevac | 1 – 1 (3 – 4) | Partizan Efbet Belgrad |  |

| 22.11.2022 19:00 (UTC+1) | Radnički Kragujevac | 3:1 (25:17, 16:25, 25:16, 25:9) | Partizan Efbet Belgrad | Sportska hala Jezero, Kragujevac Widzów: 400 Sędziowie: Tomislav Popović i Aleksandar Petrović |

| 28.12.2022 19:30 (UTC+1) | Partizan Efbet Belgrad | 3:0 (25:21, 25:22, 25:23) | Radnički Kragujevac | Sportski centar Master, Belgrad Widzów: brak danych Sędziowie: Mirko Janković i Đorđe Stevanović |

|  | Mladi Radnik Požarevac | 1 – 1 (3 – 4) | Vojvodina Nowy Sad |  |

| 23.11.2022 19:00 (UTC+1) | Mladi Radnik Požarevac | 3:1 (22:25, 25:23, 29:27, 25:19) | Vojvodina Nowy Sad | Sportski centar Požarevac, Požarevac Widzów: brak danych Sędziowie: Predrag Balandžić i Vladimir Cvetković |

| 27.12.2022 17:30 (UTC+1) | Vojvodina Nowy Sad | 3:0 (25:17, 25:20, 25:18) | Mladi Radnik Požarevac | SPC Vojvodina, Nowy Sad Widzów: brak danych Sędziowie: Predrag Balandžić i Stanislava Simić |

### Finał
| 26.02.2023 16:30 (UTC+1) | Vojvodina Nowy Sad | 2:3 (25:21, 22:25, 25:18, 19:25, 7:15) | Partizan Efbet Belgrad | Sportska hala Ub, Ub Widzów: 1500 Sędziowie: Tomislav Popović i Zoran Radovanović |